# I Remember Love
"I Remember Love", skriven av Peter Hallström och Sarah Dawn Finer, är en balladlåt som var Sarah Dawn Finers bidrag till Melodifestivalen 2007. Bidraget deltog i deltävlingen i Gävle den 24 februari 2007, och tog sig direkt vidare till finalen i Globen den 10 mars 2007. I finalen slutade bidraget på fjärde plats.
Den 5 mars 2007 släpptes "I Remember Love" på singel. I mitten av juni 2007 sålde singeln guld, efter att ha legat på svenska singellistan sedan singelsläppet.
Melodin testades även på Svensktoppen, och tog sig in på listan den 1 april 2007. Den hamnade första gången på andra plats, och tog sig veckan därpå upp på första plats. Den 15 april 2007 var den nedpetad till andraplatsen av "A Little Bit of Love" av Andreas Johnson. Sitt 30:e och sista besök på Svensktoppen gjorde melodin den 21 oktober 2007. för att veckan därpå ha lämnat listan.

## Listplaceringar
| Lista (2007) | Topplacering |
| ------------ | ------------ |
| Sverige      | 4            |